# Astrid Damerow

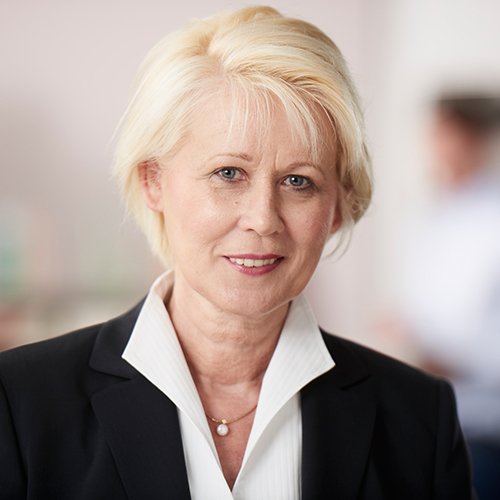
Astrid Damerow (2017)

Astrid Damerow (* 30. März 1958 in Bonndorf im Schwarzwald) ist eine deutsche Politikerin (CDU) und war von 2017 bis 2025 Mitglied des Deutschen Bundestages. Davor war sie von 2009 bis 2017 Abgeordnete des Schleswig-Holsteinischen Landtags.

## Familie, Ausbildung und Beruf
Am 30. März 1958 wurde Astrid Damerow in Bonndorf (Baden-Württemberg) geboren. Mit 20 Jahren erlangte sie 1978 die Fachhochschulreife am Gymnasium in Emmendingen. Nach einem Praktikum studierte sie Architektur. Nach dem Studium war sie von 1983 bis 1987 Hausfrau, absolvierte dann eine Ausbildung zur Sparkassenkauffrau und wurde Vorstandsassistentin der Sparkasse Staufen. Von 1993 bis 2004 war sie wieder Hausfrau. 2004 schloss Damerow eine Ausbildung zum Businesscoach und Business Trainer ab und ist seitdem mit ihrem Mann Unternehmensberaterin und Geschäftsführende Gesellschafterin der Damerow Consulting Partners GmbH.
Astrid Damerow ist mit Rolf-Jürgen Damerow verheiratet und hat einen Sohn.

## Partei und Ehrenamt
Seit 1981 ist Astrid Damerow Mitglied der CDU. Von 2010 bis 2014 war sie stellvertretende Kreisvorsitzende der CDU Nordfriesland, bevor sie 2014 als Nachfolgerin Ingbert Liebings Kreisvorsitzende der CDU Nordfriesland wurde. Diesen Posten gab sie im Frühjahr 2025 an Leif Bodin ab, Damerow gehört seit 2004 dem Landesvorstand der CDU Schleswig-Holstein als Beisitzerin an. Auf dem CDU-Landesparteitag am 19. November 2016 wurde sie zur stellvertretenden Landesvorsitzenden gewählt.
In der Frauen-Union war Astrid Damerow über mehrere Jahre aktiv, unter anderem als Kreisvorsitzende der in Nordfriesland. 2006 wurde sie in deren Schleswig-Holsteiner Landesvorstand, 2010 zur stellvertretenden Landesvorsitzenden der Frauen-Union gewählt, was sie bis 2015 blieb. Für einige Jahre war Damerow Mitglied des Bundesvorstandes der Frauen-Union.
Sie ist Mitglied der überparteilichen Europa-Union Deutschland, die sich für ein föderales Europa und den europäischen Einigungsprozess einsetzt.

## Abgeordnete
In der Gemeindevertretung Karlum war Astrid Damerow von 2003 bis 2008 für die CDU aktiv und von 2008 bis 2013 stellvertretende Bürgermeisterin der Gemeinde Karlum. Von 2003 bis 2010 war Damerow auch Abgeordnete im Kreistag Nordfriesland. Bis 2008 war sie stellvertretende Fraktionsvorsitzende der CDU-Kreistagsfraktion, von 2008 bis 2010 Fraktionsvorsitzende und Mitglied im Aufsichtsrat des Klinikums Nordfriesland GmbH.
Astrid Damerow wurde bei der vorgezogenen Landtagswahl in Schleswig-Holstein 2009 mit einem Erststimmenergebnis von 41,1 Prozent für den Landtagswahlkreis Südtondern direkt in den Landtag gewählt. In der Landtagswahlperiode von 2009 bis 2012 war sie Mitglied im Finanzausschuss und stellvertretende Vorsitzende im Innen- und Rechtsausschuss. In der CDU-Landtagsfraktion war sie in der Zeit flüchtlings- und integrationspolitische Sprecherin.
Bei der Landtagswahl in Schleswig-Holstein 2012 verteidigte sie ihr Direktmandat im Landtagswahlkreis Südtondern mit 41,6 Prozent der Stimmen. Sie war anschließend Vorsitzende des Facharbeitskreises Europa der CDU-Landtagsfraktion und Mitglied im Europaausschuss. In der CDU-Fraktion war sie ab 2012 stellvertretende Fraktionsvorsitzende und Sprecherin für Bundeswehr, Integrationspolitik, Flüchtlingspolitik, Minderheiten und Europapolitik.
Damerow war Mitglied des Richterwahlausschusses sowie in den Gremien der Nordschleswiger, der Friesen und der Sinti und Roma.
Bei der Bundestagswahl 2017 trat Damerow für den Bundestagswahlkreis Nordfriesland – Dithmarschen Nord als Direktkandidatin der CDU an. Mit 45,1 Prozent der Wählerstimmen setzte sie sich hier gegen den SPD-Kandidaten Matthias Ilgen durch. Seither gehört Damerow dem Deutschen Bundestag an; mit Ablauf der 18. Wahlperiode schied sie wegen ihrer Kandidatur für den Bundestag aus dem Schleswig-Holsteinischen Landtag aus. Im 19. Deutschen Bundestag war Damerow stellvertretende Vorsitzende des Ausschusses für Tourismus und außerdem ordentliches Mitglied im Ausschuss für Umwelt, Naturschutz und nukleare Sicherheit, sowie im Parlamentarischen Beirat für nachhaltige Entwicklung. Zudem gehörte Damerow als stellvertretendes Mitglied dem Ausschuss für Menschenrecht und humanitäre Hilfe sowie dem Ausschuss für Verkehr und digitale Infrastruktur an.
Bei der Bundestagswahl 2021 gewann Damerow abermals das Direktmandat mit 30,4 % der Erststimmen. Im 20. Deutschen Bundestag wirkt Damerow als ordentliches Mitglied und Obfrau der CDU/CSU-Bundestagsfraktion im Ausschuss für Umwelt, Naturschutz, nukleare Sicherheit und Verbraucherschutz und im Ausschuss für Ernährung und Landwirtschaft. Sie ist darüber hinaus Schriftführerin des Deutschen Bundestages. Am 2. März 2023 sprach sie in der Bundestagsdebatte zum 25. Jahrestag der Europäischen Charta der Regional- oder Minderheitensprachen auf Friesisch im Deutschen Bundestag.
Im April 2024 teilte Damerow mit, bei der Bundestagswahl 2025 nicht erneut zu kandidieren.